# Васильєв Андрій Олександрович (спортсмен)
Васильєв Андрій Олександрович (27 червня 1962) — радянський академічний веслувальник.
Срібний призер Олімпійських Ігор 1988 року в складі вісімки.
Чемпіон світу 1985 року в складі вісімки, срібний призер 1987 року в складі розпашної четвірки без стернового.